# Something Wicked
Something Wicked is de achttiende aflevering van het eerste seizoen van de televisieserie Supernatural, op 6 april 2006 voor het eerst uitgezonden op The WB Television Network. Deze aflevering werd geschreven door Daniel Knauf en geregisseerd door Whitney Ransick. Dit is de eerste aflevering die wat meer licht laat schijnen op de jeugd van hoofdpersonages Sam en Dean. De twee broers gaan op coördinaten af die ze van hun vader hebben gekregen. Daar aangekomen komt Dean tegenover een monster uit zijn jeugd te staan.

## Verhaallijn
Sam en Dean krijgen wederom coördinaten van John. De coördinaten leiden naar Fitchburg, Wisconsin, waar kinderen op mysterieuze wijze ziek worden. De broers vermommen zich als ambtenaren van het Centers for Disease Control en bezoeken het plaatselijke ziekenhuis. Daar praten ze met dokter Hydeker, die vertelt dat geen enkele behandeling aanslaat en dat het immuunsysteem van de patiënten wegzakt.
Ze kunnen niet met de kinderen praten omdat die allemaal bewusteloos zijn en besluiten daarom om met een van de ouders te praten. Ze hebben een gesprek met Miles Tarnower. Zijn twee dochters zijn als laatst ziek geworden. Het gesprek levert geen nieuwe inzichten op en Sam denkt dat er geen sprake kan zijn van iets bovennatuurlijks. Dean is echter nog sceptisch, dus besluiten ze naar het huis van de laatste slachtoffers te gaan terwijl de bewoners nog in het ziekenhuis zijn.
Bij het huis vinden ze een handafdruk van iets niet-menselijks. Dean herkent de handafdruk en herinnert zich een monster waar zijn vader als klein kind op heeft gejaagd. Hij is ervan overtuigd dat het hetzelfde monster is en dat John wil dat zij deze oude jacht alsnog afmaken. De broers besluiten te blijven en huren een kamer in een motel dat wordt gerund door een vrouw met haar twee kinderen, Michael en Asher. Bij een motel vertelt Dean aan Sam dat het schepsel een shtriga is. Sam ontdekt dat het monster vaak vermomd is als een oude vrouw. Ze gaan daarom terug naar het ziekenhuis, waar Dean een bejaarde vrouw heeft gezien bij wie een omgekeerd kruis aan de muur hing. De vrouw blijkt echter onschuldig te zijn.
Terug bij het motel zien ze Michael verdrietig op een bank zitten. Wanneer ze vragen wat er aan de hand is, zegt hij dat zijn broertje Asher ziek is en is overgebracht naar het ziekenhuis. Zijn moeder komt naar buiten, maar is niet in staat om te rijden. Dean besluit haar een lift te geven naar het ziekenhuis en spreekt nogmaals met de dokter. Sam onderzoekt soortgelijke voorvallen en vindt het spoor van de shtriga, dat helemaal teruggaat naar Black River Falls in de jaren 1890. Sam ontdekt ook dat de shtriga is vermomd als dokter Hydecker, die ook te zien is in een foto uit de jaren 1890. Dean stelt voor om Michael als lokaas te gebruiken, maar Sam is hier fel op tegen.
Tijdens een ruzie vertelt Dean hoe het komt dat hij zoveel weet van de shtriga. Zestien jaar geleden was John Winchester aan het jagen op de shtriga in Fort Douglas, Wisconsin. Terwijl John weg was, liet Dean Sam alleen achter in een motelkamer. Toen hij weer terugkwam had de shtriga toegeslagen met Sam als slachtoffer. John kwam net op tijd terug om het monster tegen te houden. Hij bracht toen Sam en Dean naar Pastor Jim, maar toen hij terugkwam was de shtriga al lang weg. Dean geeft zichzelf de schuld van het gebeurde en van de sterfgevallen die zich sindsdien hebben voorgedaan.
Wanneer ze aan Michael vragen of hij hen wil helpen, weigert hij. Later komt hij langs hun kamer en besluit hij om het toch te doen, ook al is het niet zeker of Asher beter zal worden. Sam en Dean hangen een camera op in zijn kamer en zeggen tegen Michael dat hij onder de dekens moet wachten totdat de shtriga op komt dagen. Ze wachten buiten de kamer en zien de shtriga rustig de kamer in kruipen. Ze wachten tot het monster zich begint te voeden en stormen dan naar binnen om het neer te schieten. De shtriga is echter nog niet verslagen en begint zich aan Sam te voeden. Dan schiet Dean de shtriga door het hoofd, waardoor die nu echt overlijdt.
Nu de shtriga dood is, zijn Asher en de andere kinderen weer bij bewustzijn. Sam klaagt echter dat Michael zijn onschuld heeft verloren, nu hij weet wat er werkelijk schuilt in het donker.

## Rolverdeling
| Acteur              | Personage             |
| ------------------- | --------------------- |
| Jared Padalecki     | Sam Winchester        |
| Jensen Ackles       | Dean Winchester       |
| Jeffrey Dean Morgan | John Winchester       |
| Ridge Canipe        | jonge Dean Winchester |
| Alex Ferris         | jonge Sam Winchester  |
| Ari Cohen           | Miles Tarnower        |
| Venus Terzo         | Joanna                |
| Colby Paul          | Michael               |
| Chandra Berg        | Gloria                |
| Adrian Hough        | Dr. Hydecker          |
| Jeannie Epper       | de Shtriga            |
| Erica Carroll       | jonge moeder          |
| Mary Black          | oude patiënt          |
| Stacee Copeland     | zuster                |
| Penelope Cardas     | onbekend              |
| John Prowse         | onbekend              |

## Muziek
"Rock Bottom" van UFO

"Road to Nowhere" van Ozzy Osbourne